# Улица Александра Блока (Санкт-Петербург)
Улица Алекса́ндра Бло́ка — улица в Адмиралтейском районе Санкт-Петербурга на Матисовом острове. Проходит от набережной реки Пряжки до Перевозной улицы.

## История названия
Первоначальное название Заводская улица известно с 1829 года, дано по находящемуся здесь в доме 5 Обществу Франко-Русских заводов (ныне Фольгопрокатный завод), которому принадлежало несколько домов по этой улице. Параллельно существовали названия Рабочий переулок, Кузнечный переулок, Кузнецкий переулок (по кузнецким цехам завода).
22 февраля 1939 года переименована в улицу Александра Блока, в честь русского поэта А. А. Блока, жившего поблизости (улица Декабристов, бывшая Офицерская, д. 57).

## История
Улица возникла в первой половине XVIII века.

## Пересечения
- набережная реки Пряжки
- Матисов переулок
- Перевозная улица

## Транспорт
Ближайшая станция метро — «Садовая» — находится на расстоянии около 2,1 км от начала улицы.